# Francisco Almeida e Sousa
Francisco de Nápoles Ferraz de Almeida e Sousa GOIH (Coimbra, 28 de julho de 1921 — Porto, 17 de outubro de 2018) foi um empresário português.

## Biografia
Licenciado em Engenharia pela Faculdade de Engenharia da Universidade do Porto, e em Ciências Físico-Químicas pela Faculdade de Ciências da Universidade de Coimbra, exerceu vários cargos públicos, como deputado à Assembleia Nacional (1967-1973), presidente da Associação Industrial Portuense (atual AEP) (1974-1982), vereador da Câmara Municipal do Porto (1972-1974) e presidente da mesma Assembleia Municipal (1981-1983). Presidiu ainda ao Centro Social do Barredo, à União das Instituições Particulares de Solidariedade Social do Porto e à Assembleia-Geral do Museu da Ciência e Indústria. Foi colunista do Jornal de Notícias e da revista O Tripeiro. No dia 25 de abril de 2006, foi agraciado por Rui Rio com a Medalha de Honra da Cidade do Porto e a 20 de janeiro de 2012 foi feito Grande-Oficial da Ordem do Infante D. Henrique.